# Selim Ben Djemia
Selim Ben Djemia (n. 29 ianuarie 1989, Thiais, Île-de-France, Franța) este un fotbalist tunisian și francez liber de contract, care joacă pe post de fundaș central. Pe plan internațional, are prezențe la națională pentru Tunisia.